# 手塚賞
手塚賞（てづかしょう）は、日本の漫画賞。集英社が主催する少年向けストーリー漫画の新人募集企画。

## 概要
週刊少年ジャンプと月刊少年ジャンプ→ジャンプスクエア（いずれも集英社）による共同開催。
1971年（昭和46年）の上半期から始まり、年に2回行われている。第1回から第7回まではギャグ漫画も対象になっていたが、第8回からは赤塚賞の設立でストーリー漫画のみになった。
更に1978年頃から、牛次郎の提案で漫画原作の新人賞として、梶原一騎を審査委員長とする「梶原賞」も設けられたが、寺島優など数人のデビューに留まり、1983年、梶原が傷害事件で逮捕されたことから廃止している。漫画原作者の賞は後にストキン炎のネーム部門として募集を始めた。

## 審査委員長
- 手塚治虫（第1回 - 第36回）
- 赤塚不二夫（第37回 - 第75回） - 2000年以降は意識不明の状態が続いたまま、2008年に死去したことから、晩年は形式的なものであった。

## 主な審査員
- 1980年代：阿久悠、阿部進、高橋三千綱、ちばてつや、筒井康隆、馬場のぼる、武論尊、松本零士、本宮ひろ志、弓月光、週刊少年ジャンプ編集長、月刊少年ジャンプ編集長、週刊少年ジャンプ副編集長、他
- 2010年代：浅田弘幸、井上雄彦、尾田栄一郎、岸本斉史、高橋和希、鳥山明、森田まさのり、和月伸宏、手塚プロダクション、週刊少年ジャンプ編集長、ジャンプスクエア編集長、週刊少年ジャンプ副編集長、他
- 2023年現在：芥見下々、尾田栄一郎、加藤和恵、堀越耕平、和月伸宏、手塚プロダクション、週刊少年ジャンプ編集長、ジャンプスクエア編集長、週刊少年ジャンプ副編集長、他

## 手塚賞の賞
入選・準入選・佳作の3つの賞があり、それぞれ受賞者には下記の賞金・賞品が贈られる。
| 賞     | 賞金    | 賞品等                         |
| ------ | ------- | ------------------------------ |
| 入選   | 200万円 | 手塚杯、賞状、記念の楯、掲載権 |
| 準入選 | 100万円 | 賞状、記念の楯、掲載権         |
| 佳作   | 50万円  | 賞状、記念の楯                 |

※2018年現在

## 歴代受賞者
| 回  | 年度               | 半期 | 入選                                                  | 準入選 | 佳作 |
| --- | ------------------ | ---- | ----------------------------------------------------- | --- | --- |
| 1   | 1971 昭和46        | 上   | 受賞者なし                                            | 受賞者なし | - 岩重孝「スクラップ」 - 笠陸雄「凍てる青春」 - 古家嗣治「いーじーらいだー」 - 相良常喜「始発」 |
| 2   | 1971 昭和46        | 下   | 受賞者なし                                            | - 高岡正夫「ガキすて山」 - 斎藤久雄「聖なるものども」 | - 岩重孝「ブルースを歌う少女」 - 中本繁「ドリーム仮面」 |
| 3   | 1972 昭和47        | 上   | - 中本繁「ガラガラウマウマ」                          | 受賞者なし | - 高岡正夫「クーソー部落」 - 野原ぽち「俺たちの夕焼け」 - 加賀ただし「あなたがおとしたもの」 |
| 4   | 1972 昭和47        | 下   | 受賞者なし                                            | - 黒咲一人「走れ!流れ星」 | - 三森明「お父の旗」 - 黒葉鉄「サーカス野郎が恋をした」 - 斉藤博「すきやき」 - 伴俊男「時男の時間旅行」 - 柳沢公夫「負けるな紀三郎」 |
| 5   | 1973 昭和48        | 上   | 受賞者なし                                            | - 三森明「撃ちてし止まむ」 - 増村博「霧にむせぶ夜」 | - 高橋義広「おれのアルプス」 - 野原ぽち「雲と戦車兵」 - 菅原勝見「天使になれない」 - しがしずお「とうちゃんのぶじ通過」 - 伴俊男「残りの一匹」                                                                                           |
| 6   | 1973 昭和48        | 下   | 受賞者なし                                            | - 田中清治「異端審門」 - 野原ぽち「木挽山むかし」 | - 松田利昭「オラハ雨太郎」 - しがしずお「雷門繁盛」 - 国友やすひろ「最後の少年野球」 - 三浦みつる「さまよう箱は」 |
| 7   | 1974 昭和49        | 上   | - 諸星大二郎「生物都市」                              | 受賞者なし | - 三谷俊夫「ガミ先生」 - 野原ぽち「さすらいの山んば」 - 石川サブロウ「立ち読み厳禁」 - 村生ミオ「ふたごバンザイ」 |
| 8   | 1974 昭和49        | 下   | 受賞者なし                                            | 受賞者なし | - 大塚行雄「奇妙絵日記」 - ふぐ正「ばかやろう」 - はっとりかずお「風太郎」 - はちのやすひこ「ぼくの初恋」 |
| 9   | 1975 昭和50        | 上   | - 星野之宣「はるかなる朝」                            | 受賞者なし | - 国友やすゆき「おーい!新聞」 - 山田あんめい「山田君の話し」 - 野間吐史「イカズチ山の大事件」 - 三浦みつる「僕は狂わない」 |
| 10  | 1975 昭和50        | 下   | 受賞者なし                                            | - 野間吐史「未来から来た御先祖さま」 | - 南一平「熱球の果てに…」 - 北原康行「赤い傘」 - あいきさだむ「ガンバレ落武者」 |
| 11  | 1976 昭和51        | 上   | 受賞者なし                                            | 受賞者なし | - 野間吐史「鐘道館の大決闘」 - 三国恒平「23年後」 - 木村知生「かぐや姫戦争」 - 伴俊男「予想屋勘太郎」 - マサ小島「大空にたつ」 - 橋本光男「ミーニャの願い」 - 河内まさゆき「魔法のおめめ」 - 釋英勝「マムシ」 - 小林よしのり「獣村より」 |
| 12  | 1976 昭和51        | 下   | - 小池桂一「ウラシマ」                                | - 木村知生「地底人襲来!」 - 野間吐史「たったふたりの反乱」 | - 中山サラミ「スマッシュ・ケン」 - 神吉太郎「片目熊の伝説」 |
| 13  | 1977 昭和52        | 上   | 受賞者なし                                            | - 宮咲かずお「真夜中の訪問者」 - 宮崎俊己「ただ、太陽は輝き」 - かわのまつじろう「ゆうやけとビーダマ」 - 大塚行雄「榊原くん地雷」                                             | - 田中ひでかず「かんばれ熊さん」 - 高吉邦彦「寛政異聞」 - 寺沢武一「大地よ蒼くなれ」 |
| 14  | 1977 昭和52        | 下   | 受賞者なし                                            | 受賞者なし | - あいきさだむ「島のナイン」 - 上山敏彦「くだらない勇気」 - 森伸一郎「比呂詞」 |
| 15  | 1978 昭和53        | 上   | 受賞者なし                                            | - 三墨正季「コンセント,失恋回収省」 - みやたけし「マラソンハっちゃん」 | - 大麻領「サティスファクション」 - 羽島章子「沈黙の証言」 - 黒沢省吾「ジョッキー」 - 平松梅造「汚された金庫」 |
| 16  | 1978 昭和53        | 下   | 受賞者なし                                            | - こせきこうじ「ああ一郎」 | - 門馬もと基「ビッグ・サーファー」 - 泉洋一「愛の時代」 - 石山あきら「昆虫ひろば」 - 三墨正季「雨の物語」 - リトル猛「野生の印」 - 三国勇「転生者のメロディー」                                                                          |
| 17  | 1979 昭和54        | 上   | 受賞者なし                                            | - ほったかずひさ「ラストワルツ」 | - 大塚行雄「純一くんとOB」 - 高橋広「すぎ鉄砲」 - えだまつかつゆき「涙,涙の六助バンド」 - 石井誠一「ちんぴら臭いぜお兄さん」 - 谷村ひとし「漂流伝説」 - 兜虫太郎「STOP奈美ちゃん」 - 次原隆二「飛べ雷音図」                              |
| 18  | 1979 昭和54        | 下   | 受賞者なし                                            | - 北条司「スペース・エンジェル」 | - 岡田正美「トリプルワン」 - 安中茂作「愛犬の挽歌」 - 藤原領一「いつもの朝に」 - 野部利雄「花と嵐がいく!」 |
| 19  | 1980 昭和55        | 上   | 受賞者なし                                            | - 新保勝美「星」 - 平松梅造「イダテンホーク」 | - 桂正和「ツバサ」 - 富沢千夏「雨のカーウォッシュ」 - 田中啓二「それ行け!バントマン」 - 内田達人「ヤロウは笑いつづける!!」 |
| 20  | 1980 昭和55        | 下   | 受賞者なし                                            | - 荒木利之「武装ポーカー」 | - すずきみつお「青春120%」 - 美納宇竜「ドスコイ・タンク」 - 榎本勲「マリア」 - 田中啓二「ファイティング スピリット」 - 久利英太「コスモフロンティア」                                                                                    |
| 21  | 1981 昭和56        | 上   | 受賞者なし                                            | - いたはししゅうほうとアルゴノウツ 「ラッキールートヘランナウェイ」 - 渡辺真二「悪魔の観誘」、「狙われたアイドル」 - 棚渡哲也「ショット!」 - 桂正和「転校生はヘンソウセイ!?」 | - 久利英太「バトルノイド」 - 野月征彦（原作）・渡辺諒（作画） 「クイーン・マリーとトーストを…」 |
| 22  | 1981 昭和56        | 下   | - 野村繁裕「ラスト・スパート」                        | - うすね正俊「サムソン」 | - いろえんピツ「あおいそらへのみちしるべ」 - 安達明夫「おれのランディング」 - 住友太郎「美人画の女」 - 高岩吉浩「ドタバタ時間旅行」 |
| 23  | 1982 昭和57        | 上   | 受賞者なし                                            | - 湯村いむろ「時空無頼漢」 - たけだけん「bdト」 | - 棚橋勝「アウトサイダーNo.1」 - 久利英太「宇宙宝島」 - 鈴木博子「シルバークイーン」 - 大西志信「ディア・トミカ」 - 田村真「とつげき!一平」 - 新入雄二「となりの天災」 - 平沢新吾「百の目の晩餐会」 - 坂口いく「BREAK A RODO」           |
| 24  | 1982 昭和57        | 下   | 受賞者なし                                            | - 土居龍生「遠い日の影」 - みよしひさたか「プログラム」 | - 玉田寿充「狐白日和」 - 八木橋正一「燃える純」 |
| 25  | 1983 昭和58        | 上   | 受賞者なし                                            | 受賞者なし | - 佐藤正「サイキック・サヨ」 - 鈴木ひろ子「SPACE-TIME POLICE-2009」 - 高野秀一「男と女のステージで…」 - なつやませいじゅ「ムーンライトストーン」 - 八木橋正一「バトル OF V」                                                             |
| 26  | 1983 昭和58        | 下   | 受賞者なし                                            | - 岸大武郎「21世紀の流れ星」 - 鈴木ひろし「平安陰陽絵巻」 | - 山田岳彦「MAJIかよ!」 - 黒岩よしひろ「ビューティービースト」 |
| 27  | 1984 昭和59        | 上   | 受賞者なし                                            | - 関根直子「タコセンセイ」 - 池田喜春「画廊の鍵」 | - 中谷なをひろ「S.O.恋がたき!」 - 山田岳彦「まだ走れる」 - 森田真法「IT,S LATE!」 - 川島博幸「スクール・トラブル!!」 |
| 28  | 1984 昭和59        | 下   | 受賞者なし                                            | - 八木橋正一「悪魔の剣」 - 宇田二郎「桜田桃彦博士伝」 | - 栗栖孝「テクのろじい」 - 土居龍生「HIROSI…」 - 佐藤良治「TORIO」 |
| 29  | 1985 昭和60        | 上   | - 岸大武郎「水平線にとどくまで」                      | - 佐藤薫「リトル・シューター」 | - おしやまゆういち「私立東湘高校サッカー部」 - 富沢佑「放助」 - 綿帽子「精命のあるかぎり」 - 森田真法「ミステリアス・キッド」 |
| 30  | 1985 昭和60        | 下   | 受賞者なし                                            | - 土方茂「500光年の神話」 - 栗栖孝「絶滅の方程式」 | - 水野淳至「勝つ!ドンキホーテ」 - つっこ「珊瑚流れて…」 - 加賀谷鴻一「星盗人」 - 川村忠道「鉄塊と音楽と」 - 二宅まくる「天山の少年」 |
| 31  | 1986 昭和61        | 上   | 受賞者なし                                            | - 石原紀子「ウエークエンド・アバンチュール」 - 伊東博光「大勝負900年」 | - 佐藤良治「GOKI・ガブリ」 - しもうらたくみ「少年の宇宙〈星のひと〉より」 - 螺生和人「魂」 - 広井英雄「ハリケーン大将」 - 大木功二「ファラウェイ ラナウェイ」                                                                            |
| 32  | 1986 昭和61        | 下   | 受賞者なし                                            | - 本庄敬「北へ-君の場合」 - 松永春樹「個人授業はAM1: 00」 - 星河しゅう「時のマリオネット」                                                                                    | - 松崎晴臣「FLY OF 翔」 - 京本亜美「舞ネバーギブアップ」 - 伊藤伸「チャンス」 |
| 33  | 1987 昭和62        | 上   | 受賞者なし                                            | - 庵老竜正「荒鷲の伝説」 - けんぶう&しまっこ「トルネードの伝説」 | - 小嶋康生「意識の底へ」 - 西脇伸宏「ティーチャー・ポン」 - 北島行徳「みんなWINNER!!」 - ちくご屋閑えもん「僕は雲など見ながら」 |
| 34  | 1987 昭和62        | 下   | 受賞者なし                                            | - 浅美裕子「2001年夢中の旅」 - 城敏晃「夜景」 - 冨樫義博「ぶっとびストレート」                                                                                                | - 樋口雅一・宇津木輝生「古代からのメッセージ」 - 高野晃介「BELIEVE IN LOVE」 - 石原紀子「アフリカに行きたい!」 |
| 35  | 1988 昭和63        | 上   | - 成合雄彦「楓パープル」 - 浅美裕子「ジャンプ・ラン」 | - 赤山寿文「G（ジェネラルエクシード）X」 | - 庵老竜正「倒魔の剣」 - 岩丸「Country Side-ある田舎の出来事」 - 石田正和「CHANGE OF THE TIMES」 - おおうち加津雄「山小屋」 |
| 36  | 1988 昭和63        | 下   | 受賞者なし                                            | 受賞者なし | - 中空不知男「ごんごろきつね」 - 今野克彦「白い贈り物 - WHITE PRESENT - 」 - 中村佳美「CANNONS!」 - 郡山誉世夫「Jファイター・ヨニー」 - 一条馨「HERO!?」                                                                                 |
| 37  | 1989 昭和64/平成元 | 上   | 受賞者なし                                            | - 今野克彦「オカベン」 - ハヤトコウジ「YAKSA -ヤシャ-」 - 畠岡光浩「キャロッティハート!―CARROTY HEART!」                                                                      | - 大河原正敏「Lonely Army」 - 柳川よしひろ「ジグザク・シンコペーション」 - 鈴木まさかつ「ニヤケ顔に気をつけろ」 |
| 38  | 1989 昭和64/平成元 | 下   | - ジョン・M・陸克「RUSH BALL・REMIX」                 | - 湯浅健「デモンメッセンジャー」 | - 岩丸「魔女の町」 - 比嘉慂「授業」 - 星選子「DIVENATOR」 - 北原諒子「ユダの刻印」 |
| 39  | 1990 平成2         | 上   | 受賞者なし                                            | - 杉根英朋「光のアルシャーネ」 - 真木野ぱお「爆弾のおちた日」 | - 岩田康照「陽のあたる場所へ―NO TIME TO CRY」 - 坂木信之「2人のション」 - 藤崎竜「ハメルンの笛吹き」 - トムザック「フォートワースから来た男」                                                                                            |
| 40  | 1990 平成2         | 下   | 受賞者なし                                            | - 藤崎竜「WORLDS」 - やぶのてんや「情熱のクリッパー」 | - 稲垣洋一「NON-STOPPER」 - 三部敬「鳥の視点」 |
| 41  | 1991 平成3         | 上   | 受賞者なし                                            | - 戸田邦和「ROUND」 - 高橋強一「BELIEVE」 - 三部敬「渚の記憶」 | - 里「月見」 - 卦石柾「DINO SAUR」 - 斎藤紀之「おせっかいな剣士様」 |
| 42  | 1991 平成3         | 下   | 受賞者なし                                            | - 金田達也「失恋男のモノローグ」 - 甲斐谷忍「もうひとりの僕」 - おだはがね「ガルッ!!」                                                                                        | - 山口かおる「スーパースターの進化論」 |
| 43  | 1992 平成4         | 上   | - 曼陀羅「生まれた日に」                              | - 古沢良太「悪を討つ」 - 松田光一郎「侠客鬼瓦興業」 | - 番重和光「YOSHIO-15 GROWING UP」 - 道元宗紀「ゾンビマン」 - 来住大介「Singing Flame」 - 木村晃士「熱血飛行浪漫 飛べ!飛丸」 |
| 44  | 1992 平成4         | 下   | 受賞者なし                                            | - 広瀬広行「アシュラ」 - 坂本精一「天魔再び」 - 月火水木金土「WANTED!」 | - 江原正一「ストレンジャー」 - 兵庫吉晃「RUNNER」 - 近藤巧治「Hurry UP!!」 - まむがあ「PRIVATE EYE」 |
| 45  | 1993 平成5         | 上   | 受賞者なし                                            | - 戸田尚伸「不死を狩る者」 - 獅子間康永「ポジション・ワン」 | - 籠島英太「LOST PARADAISE」 - 江原正一「マップワールド」 - 高橋章子「刃」 |
| 46  | 1993 平成5         | 下   | 受賞者なし                                            | - CRM「ハヤブサ」 - 桜森和駿「Info The Blue」 | - いとう尚輝「ARTIST」 - 山上幸二「通称ロイド」 - 松崎香世子「オウムの伝言」 - 堀井秀人「塚田マン」 |
| 47  | 1994 平成6         | 上   | 受賞者なし                                            | - 星選子「闇聖母 - Dark Maria - 」 - 佐藤孝「TROUBLE GAME」 | - 桜沢裕之「FLYING・DICE」 - 鈴木陽一「RUMBLE」 - 麻生真「碇ゑびと」 - 空賀あお「Be'Blank」 - 川島雄輝「D'RIDERS」 |
| 48  | 1994 平成6         | 下   | 受賞者なし                                            | - 薮口黒子「NO BRAKE」 - 力作さん「裏街浪漫」 | - 武井宏之「ITAKOのANNA」 - 桜沢裕之「ODD EYED」 - 安堂達也「VETETABLE BOXER MAN」 - 片岡人生「MONSTER?」 |
| 49  | 1995 平成7         | 上   | 受賞者なし                                            | - 武田深川「愛のうた」 - 川島雄輝「Hastur!」 | - パールライザー田路「 - 木恋 - 」 - 大島裕之「CHICKEN」 - 政富けん志「ピノキオの鼻」 |
| 50  | 1995 平成7         | 下   | - 山川かおり「メイプルハウスの私たち」                | - 春夏キサラ「Limit - リミット」 - 錠崎秋雄「トミイズハート」 | - 三好直人「RUNE・QUEST」 - 籠島英太「TAKUYA2 - 拓也の事情」 - 水元昭嗣「KIDS」 |
| 51  | 1996 平成8         | 上   | - 田中加奈子「竜鬚虎図」                              | - 曽健游「福亭千万年」 | - 宇野結城「偶然屋」 |
| 52  | 1996 平成8         | 下   | 受賞者なし                                            | - 梶川寛太「熊と翼」 - 中塚真「絶景一代男」 | - 宮瀬かなた「咲白物語」 - 加瀬幸恵「スタンド・デイズ」 |
| 53  | 1997 平成9         | 上   | 受賞者なし                                            | 受賞者なし | - 兼久政彦「PIANMAN」 - 山浦聡「ゆー THEFASTEST FLYER’S LEGEND STORY」 - 瑳川恵一「ザ・スーパー・カタルシス」 - 鏑木きっか「とらさん」 - ヤマダトシユキ「海を見にいこう」                                                                |
| 54  | 1997 平成9         | 下   | 受賞者なし                                            | - さとうだいすけ「25M」 | - 三輪周平「仇討」 - 小山ひびき「パッシング・シンドローム」 - 織田秀則「忍者黒羽丸」 - 鬼柴拓至「クトゥルーの呼び声’97」 |
| 55  | 1998 平成10        | 上   | 受賞者なし                                            | - 内藤弘崇「ラン」 - 兼久政彦「6×1」 - 田辺洋一郎「カブ吉と僕の夏休み」 | - 蔵人健吾「SCRAP HEART」 - 東佳神「CHILDRAGON」 - 大野麻由「落馬王」 |
| 56  | 1998 平成10        | 下   | 受賞者なし                                            | - 小池政輝「BEAT」 | - 山田陸裕「供犠姫」 - 竹尾麻衣子「神様のおつかい」 - 石井時蔵「Shamenju」 - 近藤やすえ「風のあいだをゆけ」 |
| 57  | 1999 平成11        | 上   | 受賞者なし                                            | - 多摩火薬「サバクノオオクジラ」 | - 加治佐修「今泉寝具店」 - 岩崎誠「Soldier A」 - サトオカナメ「腑分け屋内臓」 - 市原好博「メディカル」 - 伊藤玲子「雲路の果て…」 |
| 58  | 1999 平成11        | 下   | 受賞者なし                                            | - 吉田真「キンダガーデン」 - 野中徳治「テル」 | - 加藤そら「戦国子狐奇憚」 - 原田双爾「DANGER ZONE!!」 - 宮川由美子「ANGRY MAN」 - 高田義孝 / 田坂亮「TRYAD - トライアッド - 」 |
| 59  | 2000 平成12        | 上   | 受賞者なし                                            | - 加藤和恵「僕と兎」 | - 勝木洋成「Self Control」 - 小林ゆき「皿荒らし」 - 佐々木よーこ「Ieon-Secret」 - 岩本幸朗「COLORFUL DROPS」 |
| 60  | 2000 平成12        | 下   | 受賞者なし                                            | - 文月学「少年」 - 竹尾昌仁「30兆円のクロスワード」 - 浮田愛「FLYING BUNNY」                                                                                                  | - 近藤やすえ「自分達ゲーム」 - 島田香「さらりっと俺様論」 - 竹内良輔「47th dreaming」 |
| 61  | 2001 平成13        | 上   | 受賞者なし                                            | - 真波プー「余韻嫋嫋」 - 大場敦「STARTING POINT」 - 吉津りょう「○×」 | - 新宮聡「DOG GAME」 - にっけ「ドラゴンキラー」 - 水野輝昭「E.M friend!」 |
| 62  | 2001 平成13        | 下   | 受賞者なし                                            | - イワタヒロノブ「AX 戦斧王伝説」 - ゆきと「MONONOFU-モノノフ-」 | - 小椋おぐり「ゼアミ」 - 結城ゆうき「うそごと」 - 守屋一宏「JET SMASH-ジェットスマッシュ-」 |
| 63  | 2002 平成14        | 上   | 受賞者なし                                            | - 天野洋一「CROSS BEAT」 - 辻井宏次「とどろきJET」 | - 安藤英「撃弾ビスケット」 - 筒井哲也「最弱拳銃士ルービック」 |
| 64  | 2002 平成14        | 下   | 受賞者なし                                            | - 佐藤雅史「引法大地」 - 高橋一郎「ドーミエ - エピソードI - 」 | - 梅尾光加「甲殻キッド」 - サトウ純一「長崎!!」 - 落合沙戸「日輪侍」 |
| 65  | 2003 平成15        | 上   | 受賞者なし                                            | - 坂本裕次郎「KING OR CURSE」 | - 高島正嗣「ミラージュリリィ」 - 二階堂健博「サバァナ」 - 大竹利明「スマッシングショーネン」 - 黒輪ビビコ「合縁鬼緑」 - 井原顕「I LIKE SOCCER VERY MUCHI!!」                                                                             |
| 66  | 2003 平成15        | 下   | 受賞者なし                                            | - 吉田慎矢「ダー!!! - 便所の壁をブチ破れ - 」 | - 滝沢いづみ「ブレイブハート」 - 千阪圭太郎「ヘンテコな」 - 黒木亮「Iディア - 」 - 中西まちこ「MosquitoPanic!」 |
| 67  | 2004 平成16        | 上   | 受賞者なし                                            | - 高原裕典「華火輪凛」 - 服部昇大「未来は俺達の手の中 - J.P.STYLE GRAFFITI - 」                                                                                               | - 山田大樹「マタゴ」 - 田畠裕基「XXX WITH NO NAME」 |
| 68  | 2004 平成16        | 下   | 受賞者なし                                            | - 久米利昌「REVOLUTION」 - 宮本和也「スカートウォーズ」 | - 東本直樹「貯心マシーン」 - 佐藤真由「白猫豆腐刀」 |
| 69  | 2005 平成17        | 上   | - 栗山武史「未熟仙 - みじゅくせん - 」                | - 仲野ケンシロウ「-meteoric- 流星のユニ」 | - 川田暁生「バンディッツ・リターン」 - 木下真美子「RODEO」 |
| 70  | 2005 平成17        | 下   | 受賞者なし                                            | - イチノセコウタ「タイタンズ・ヴォイス」 | - 浜田智史「自殺裁判」 - 棚橋正知「JUICE!!-ジュース-」 - 高山憲粥「ギャンブルドット」 |
| 71  | 2006 平成18        | 上   | - 助野嘉昭「帰って下さい。」                          | 受賞者なし | - 佐々木正太「LITTLE ARUMAGEDON」 - 中村豪「勝人」 |
| 72  | 2006 平成18        | 下   | 受賞者なし                                            | - 矢光正太郎「惑星」 - 渡辺一平「TFS 〜Track&Fleid&Soul〜」 | - 木下聡志「とらと歌かるた」 - 輝田詠「TOP EDGE」 - 河井十三「パンチ・ドランク・モンク」 - 堀越耕平「ヌケガラ」 |
| 73  | 2007 平成19        | 上   | - 斉藤尚武「ハンマーヘッド」                          | - 及川大輔「DEVIL MAGIC!」 - 前田創「ほのか」 - 木村聡「鬼望の刃」 | - 池田ミサ子「(仮)守護霊」 - 東川祥樹「GUREN」 - 菊田タクミ「ワスレモノ」 |
| 74  | 2007 平成19        | 下   | 受賞者なし                                            | - 竹村洋平「メグ・ライアンの君」 | - 内野雅之「CRYING」 - 志賀伯「ビッグカップル」 - 福田エイジ「KAT」 |
| 75  | 2008 平成20        | 上   | 受賞者なし                                            | - 葦原大介「ROOM303」 | - 社ト一「千蠱羅唄」 - 宮武由祐「ナイトメア☆ヒーロー」 - ワイトアール「残念とナッシング」 |
| 76  | 2008 平成20        | 下   | 受賞者なし                                            | - 苗代澤春人「罵離罵離出離罵離威（バリバリデリバリー）」 - 八木深弥「ティータイムを忘れない」                                                                                 | - 東魚太郎「マニュアル人生」 |
| 77  | 2009 平成21        | 上   | 受賞者なし                                            | - 羽田豊隆「アイNOムチ」 | - 住吉崚「PEACE」 - 川田「ラブアンドジャスティス」 - ハマコウタ「ライバルはお母さん」 - 三輪ヨシユキ「-あわてんぼうの-」 |
| 78  | 2009 平成21        | 下   | 受賞者なし                                            | 受賞者なし | - 上野祥吾「ホレホレホロウ」 - 藤虹大和「Moon Ladder」 - 松川太郎「ANSWER」 |
| 79  | 2010 平成22        | 上   | 受賞者なし                                            | - 山田金鉄「鉄腕ワビスケ」 | - 太田亮「最後の12時間」 - ミコシ「ビリッと！」 - 船津紳平「デス イズ ラブ」 |
| 80  | 2010 平成22        | 下   | 受賞者なし                                            | 受賞者なし | - maa坊（原作）・丈山雄為（漫画）「フラグマン！」 - 山際海「天からあくま」 - 池沢春人「0.99-ダブルナイン-」 - 二風谷悠「変面のココロ」 - 鷲見太郎「ナマリとランタン」                                                                    |
| 81  | 2011 平成23        | 上   | 受賞者なし                                            | - 藤井啓敬「CRY」 - 屋宜智博「IRON CURTAIN」 | - 西野健人「WILL～君へ～」 |
| 82  | 2011 平成23        | 下   | 受賞者なし                                            | - ヌダ「ブリキのゲラ」 | - 築山健次「NINJA-NOW」 - 維内りょう「我がランプの主」 - 奥野由弥「ゾンビガーデニング」 |
| 83  | 2012 平成24        | 上   | 受賞者なし                                            | - 入澤友也「雨のち晴望」 - 久保拓哉「鐘鳴らしのパン」 - 落合更起「再遊記～once again～」                                                                                      | - 安東潮「ハートフルヴィランズ」 - 永椎晃平「ラブ♥テス」 |
| 84  | 2012 平成24        | 下   | 受賞者なし                                            | 受賞者なし | - 小林英拳「KEI×DORO」 - 熊ヶ井真司「確定事項は覆らない」 - 辰見航平「BROTHER SOLE」 - 助川祐司「どうも犬飼大です。」 |
| 85  | 2013 平成25        | 上   | 受賞者なし                                            | - 皆川みくに「No Woman, No Cry.」 | - 古瀬経「グールーの住処」 - 俺正讀（原作）・魚生（漫画）「バベル」 - 水野匠「ゲートキーパー」 - 荻原荔枝「械人デストロイヤ」 - 小倉孝俊「come up smiling!」                                                                             |
| 86  | 2013 平成25        | 下   | 受賞者なし                                            | - 大森かなた「爆弾少女」 - 青木耀「マジメン」 | - 玉山雄大「STAND UP！」 - 辻夕日郎「ゴリマッチョ・ハート」 |
| 87  | 2014 平成26        | 上   | 受賞者なし                                            | - 中野忍「これやこの」 - 酒井敦朗「壁の名はUNO」 - 濱岡幸真「超人 馬場ババ子伝説」                                                                                            | - 里見新一「ジゴクってイイナ。」 |
| 88  | 2014 平成26        | 下   | 受賞者なし                                            | - 春宮洋介「PACK」 - 大松亭祐「七瀬島～ヒロキの日常～」 | - 有馬治郎「HIT ME!」 - 上田太郎「Be my voice.」 |
| 89  | 2015 平成27        | 上   | 受賞者なし                                            | 受賞者なし | - 泉拓也「棗の葉」 - 谷本達哉「反逆将棋」 - 研そうげん「Look At Me」 |
| 90  | 2015 平成27        | 下   | 受賞者なし                                            | - 菱川創太「CROQUIS」 | - 藤山佑「I'M ALIVE」 - 佐藤貴彬「ソウル：ソウル」 - 大端了輔「ダレカシ」 - 松見亮平「ヨズレガリ」 |
| 91  | 2016 平成28        | 上   | - 坂東直「Real haunted HOUSE」                        | 受賞者なし | - 竹蔵亮「KIKIKI!!」 - ふきの栄「魔王発電ガルデア」 - 柳江里加「人は心に○を飼う」 - つじもと卓「いっぽんめ！」 |
| 92  | 2016 平成28        | 下   | 受賞者なし                                            | - 黒木渉「Whim」 | - 尾崎演「コトワリハズレ」 - 清水啓悟「LOLLIPOP DESPERADO」 - 高山仁志「レプリカ」 - 都築拓也「伝説のアルバイター神山神太郎」 |
| 93  | 2017 平成29        | 上   | 受賞者なし                                            | - 藤村どら「転生起-HAKUSAI-」 - 比良賀みん也「移ろう時の中で」 | - 島村真人「M」 - 岩倉具弘「No Face -宮本くん-」 - 植木浮絵「泰安妖行」 |
| 94  | 2017 平成29        | 下   | 受賞者なし                                            | - カワサキ「破格の家賃」 - 小川栞「異形の少年」 | - 水野光「潔潔くんと便座ガール」 - 西本幸平「エンマの休日」 - 印牧巻「99-tsukumo-」 - 西村行騎「桜侍」 |
| 95  | 2018 平成30        | 上   | 受賞者なし                                            | - チッチーズ「DANNY's RADIO」 - KYOSKE「BE MADE」 - 橋本雅「TRANS」 - 木村慎吾「クイモドシ」 - 吉田優希「僕の友達は！」                                                       | - 川島健義（原作）・阿部善一（漫画）「一と千」 |
| 96  | 2018 平成30        | 下   | 受賞者なし                                            | 受賞者なし | - 三崎しずか「unbloom」 - 道広なおる「背光ヴァンガード」 - 山田アンナ「KITSUNE」 - 英田恵史「地見後助VSメデューサ」 - 西野彬秀「墜落ヒーロー」 - OUGA「僕は君とデートがしたい。」                                                        |
| 97  | 2019 平成31/令和元 | 上   | 受賞者なし                                            | - 百瀬直「さよならマヌケな誘拐犯さん」 - 鄭大河「カラクリカラ」 - Hands2「21g」                                                                                               | - 遠兎慈「トレクシドルセンカ」 - 小野亮太（原作）・小野正太郎（漫画）「-KABUKI-」 - 樹村カナミ「消灯の時間」 - 輪湖勝佳「スノーフレーク」 - 櫻井樹「ゴキブリ男」                                                                         |
| 98  | 2019 平成31/令和元 | 下   | 受賞者なし                                            | - 千木チキ「将棋道中膝栗毛」 | - 高野諒太「魔改造怪盗カイゾー」 - 一魚得海「NEGAIGOTO」 - 上村太心「アルティメット僧侶」 - 楪廷戸「灰路」 - 国本龍使「From 意気地なし To You」                                                                                          |
| 99  | 2020 令和2         | 上   | 受賞者なし                                            | - 丸山暁星「ウンコマン」 - 野田大「ルネッ山」 | - 足立寛希「煙遁の狼」 - ジョンドン「暗殺教師カルーア」 - 四夢灯「白昼夢」 - 金子タロウ「CHERRY&HELL」 - 杉本淳「刻矢の柔道」 |
| 100 | 2020 令和2         | 下   | 受賞者なし                                            | - 外薗健「炎天」 - 朝倉ジンユ「詩春期」 | - 覚丸源太「は狂マ」 - 逸茂エルク「ノラビト」 |
| 101 | 2021 令和3         | 上   | 受賞者なし                                            | - きんりく(原作)・だて(作画)「とびだせベジクレ！」 - 西村隆生「ROBOT RONDO」 - 佐藤ヨウキ「AMANE」                                                                            | - 矢野日菜子「OLD FASHIONED」 - 林快彦「オクトキル」 |
| 102 | 2021 令和3         | 下   | 受賞者なし                                            | - 小林おむすけ「ヤマビコな日常」 - 生明生成「コンクリートと花」 - 地下すい「死神に願う」 - 星出ハル「NOA第9号機」 - 小園江ナツキ「煩悩僧正」 - 緑毛モユク「雷男」             | - 守謙「ゴキげんようひさしブリ」 |
| 103 | 2022 令和4         | 上   | 受賞者なし                                            | - 光本かず多「宇宙警察ソラマメ」 - 鬼木希乃「サカサマシンドローム」 - 頑吟次「鴉間さんに狙われている！」                                                                      | - 無洞ナオヤ「哀より青し」 - 餅月「Magic Tale」 - 鬼律次郎「へんなゆめ」 |
| 104 | 2022 令和4         | 下   | 受賞者なし                                            | - 白「残り火」 - 天野ぺえ(原作)・はちべえ(作画)「ガレアナイト」 | - 縁「ようこそ普通」 - 片山尤「Othello」 - 初雛まつり「先輩の話。」 |
| 105 | 2023 令和5         | 上   | 受賞者なし                                            | - 春野昼下「弟天才、兄凡人」 - 石神圭祐「遠淵の生物」 | - 金武洸太「人形劇」 - 裕月ぬん。「「濃い黒」恋。96。故意、苦労」 - 千羽一榮「素晴らしい世界」 |
| 106 | 2023 令和5         | 下   | 受賞者なし                                            | - 吉田画角「ヒメノカゲ」 - 岩井紀実「HEART SHAKE!」 | - 後藤千汰「時怪捜査」 - 吉田康太朗「棒切れ侍」 - 濱野音々「ハクタノゴウ」 |
| 107 | 2024 令和6         | 上   | 受賞者なし                                            | - 積木「最高の結婚」 - 東条指之介「ゾンビジョン」 | - 田部井弦大「ライオンの子」 - 見崎段「カリオペの怪物」 |
| 108 | 2024 令和6         | 下   | 受賞者なし                                            | - 岩上三五「元旦」 - 原田くもり「ハリネズミのジレンマ」 - 今巌「MIX BOX」 | - 飯塚さとる「ロックンロールは明日を嗤う」 - 神凪明「チーズケーキが食べたくて」 |
| 109 | 2025 令和7         | 上   | 受賞者なし                                            | - 横居蒼人「サイボーグ風紀委員の藤原くん！！」 - 伊呂波薫「人愛づる蟲姫」 | - 糸6番「愚かな枯木よ何を想う」 - 中風蒔「SA-ONE」 |